# 1923 au cinéma
| Années du cinéma : 1920 - 1921 - 1922 - 1923 - 1924 - 1925 - 1926    |
| Décennies du cinéma : 1890 - 1900 - 1910 - 1920 - 1930 - 1940 - 1950 |

Cet article présente les faits marquants de l'année 1923 au cinéma.

## Événements
- Crainquebille, le film belge de Jacques Feyder est censuré pour manque de respect des lois du pays.
- Walt Disney et Roy Oliver Disney créent la Walt Disney Company.
- Les frères Warner créent la Warner Bros. Pictures.
- Pathé lance la caméra Pathé-Baby qui constitue avec le projecteur 9,5 mm un ensemble complet de cinéma amateur économique (prise de vue/projection, film inversible).
- Kodak propose le format réduit 16 mm avec caméra et projecteur.

## Principaux films de l'année
- 23 janvier : La Reine Élisabeth, film de James Stuart Blackton.
- Mars : La Roue, film d’Abel Gance.
- Avril : Le Docteur Mabuse, film de Fritz Lang, sort en France.
- 21 mai : La Rose blanche, film de D. W. Griffith.
- 1er octobre : L'Opinion publique, film de Charlie Chaplin.
- 7 octobre : Christophe Colomb, film d'Edwin L. Hollywood.
- 4 novembre : Jamestown, film d'Edwin L. Hollywood.
- 19 novembre : Les Lois de l'hospitalité, film de Buster Keaton et John G. Blystone.
- 23 novembre : 
  - Les Dix Commandements, film de Cecil B. DeMille.
  - Buridan, le héros de la tour de Nesle, film de Pierre Marodon.
  - Cœur fidèle, film de Jean Epstein.
- 2 décembre : Vincennes, film d'Edwin L. Hollywood.
- Kœnigsmark: film réalisé par le français Léonce Perret en Allemagne puis à Paris.

## Naissances
- 1er janvier : Sembène Ousmane († 9 juin 2007).
- 11 janvier : Jacqueline Maillan († 12 mai 1992).
- 23 février : Franco Zeffirelli († 15 juin 2019)
- 8 mars : Cyd Charisse (Tula Ellice Finklea, dite) († 17 juin 2008).
- 29 avril : Irvin Kershner († 27 novembre 2010)
- 7 mai : Anne Baxter († 12 décembre 1985).
- 9 mai : Claude Piéplu († 24 mai 2006).
- 13 mai : Nikolaï Pastoukhov († 23 mai 2014).
- 14 mai : Mrinal Sen († 30 décembre 2018)
- 24 mai : Seijun Suzuki († 13 février 2017).
- 7 juin : Silvia Monfort (Sylvia Favre-Bertin, dite († 30 mars 1991).
- 13 juin : Hadidjah († 10 octobre 2013).
- 16 juin : Marc Cassot († 21 janvier 2016).
- 21 juin : Cliff Robertson († 10 septembre 2011)
- 18 juillet : Maria Pacôme († 1er décembre 2018).
- 13 août : Dennis Farnon († 21 mai 2019)
- 29 août : Richard Attenborough († 24 août 2014).
- 7 septembre : Peter Lawford († 24 décembre 1984).
- 12 septembre : John Chambers († 25 août 2001).
- 28 septembre : Marcello Mastroianni († 9 décembre 1996).
- 1er octobre : Kim Yaroshevskaya († 12 janvier 2025).
- 4 octobre : Charlton Heston († 5 avril 2008).
- 13 octobre : Cyril Shaps († 1er janvier 2003).
- 11 décembre : Betsy Blair († 13 mars 2009).

## Décès
- 26 mars : Sarah Bernhardt